# 科德 (阿肯色州)
科德（英語：Cord）是位於美國阿肯色州獨立縣的一個非建制地區。該地的面積和人口皆未知。

## 地理
科德的座標為35°48′43″N 91°20′36″W / 35.81194°N 91.34333°W，而該地的平均海拔高度為100米（即328英尺）。